# Rio Acre
Der Rio Acre, in Peru und Bolivien Río Acre, ist ein rechter Nebenfluss des Rio Purus in den Staaten Peru, Bolivien und Brasilien.

## Verlauf
Der Rio Acre entspringt in den östlichen Ausläufern der peruanischen Kordilleren, in den La Montana. Über etwa ein Drittel seiner Länge ist der Rio Acre der Grenzfluss zwischen Peru und Brasilien, später zwischen Bolivien und Brasilien. Dann biegt er nach Norden auf brasilianisches Gebiet ab und mündet bei Boca do Acre in den Rio Purus. Er ist allgemein von der Mündung bis zum Rio Chapury (480 km), in der Regenzeit von Januar bis Mai auch noch weiter aufwärts, schiffbar.

## Wirtschaftliche und politische Aspekte
Der Fluss wurde Ende des 19. Jahrhunderts eine wichtige Verkehrsader wegen der neu entdeckten Kautschukwälder. 1899 erfolgte die Gründung der Stadt Puerto Acre (später in Puerto Alonso umbenannt) und 1904 wurde Cruzeiro do Sul neu erbaut.
Im 19. Jahrhundert gab es um den Fluss Grenzstreitigkeiten zwischen Bolivien, dem er nach alten Verträgen seit 1867 eigentlich gehörte, und Brasilien, von dem aus die Besiedlung erfolgte. Als Bolivien seine Hoheitsrechte (Einsetzung von Behörden und Eintreibung von Steuern) geltend machen wollte, stieß man bei den Bewohnern des Tales auf heftigen Widerstand. Ende 1899 erklärte sich das Gebiet des Rio Acre sogar zu einer unabhängigen Republik Acre. Erst nach mehreren Militärexpeditionen gelang es Bolivien, seine Ansprüche durchzusetzen. Im Juli 1901 schloss Bolivien einen Pachtvertrag mit einem US-amerikanischen Syndikat, was zu einer erneuten Revolte in der Bevölkerung führte, insgeheim von Brasilien unterstützt.
Am 18. November 1903 kam es zwischen Bolivien und Brasilien zum Vertrag von Petrópolis, worin der größte Teil des umstrittenen Gebiets Brasilien zugesprochen wird, das 2 Millionen Pfund Sterling zu zahlen und geringe Gebietsentschädigungen von 3200 km² zu leisten hatte.

## Die größten Nebenflüsse
Zu den größten Nebenflüssen gehören (flussabwärts):
- Xapuri (links)
- Branco (links)
- Riozinho do Andirá (links)
- Antimari (links)